# Villar de las Traviesas
Villar de las Traviesas es una localidad rural perteneciente al municipio de Toreno (antiguamente perteneció a la Jurisdicción de Bembibre, comarca tradicional de Boeza, al igual que Robledo de Traviesas que actualmente pertenece a Noceda), en la comarca de El Bierzo; provincia de León; comunidad autónoma de Castilla y León, España. Dista  7 km de la capital municipal y cuenta con 87 habitantes.
A mediodía de Gistredo y en la travesía de dos ríos, el Sil y el Boeza, se encuentra Villar de las Traviesas, a una altitud de 925 metros sobre el nivel del mar. 
El origen de su nombre viene de Villa (casa de campo) en torno a la cual se construyeron otras hasta formar un Villar y el apellido de las Traviesas, proviene de la Vía Romana que por aquí pasó, aprovechando ésta un camino de peregrinos a Santiago de Compostela. La localidad de Robledo de las Traviesas se encuentra al este del caserío. 
Aunque leonés, Villar está muy próximo a Asturias y Galicia. Eclesiásticamente, el caserío siempre se encontró bajo la Diócesis de Astorga. Asimismo, bajo la jurisdicción de Ponferrada (distante a 23 km.).
La principal ruta vial que atraviesa la localidad es la Ruta CV-127-6 (que une Toreno con Boeza), que la enlaza con la Autovía de Ponferrada (A-6).
Su terreno es escabroso, su clima es frío y la calidad de sus suelos es mediana a ínfima.
Durante el siglo XIX, Villar producía granos, lino, legumbres, patatas, hortalizas y pastos, asimismo se criaba ganado, y existía caza mayor y menor.
- Datos: Q6162872